# Armoiries de Saint-Marin

Armoiries de la République de Saint-Marin

Les armoiries de Saint-Marin représentent sur fond azur les trois sommets du mont Titano, surplombés de trois tours stylisant les trois châteaux (Guaita, Cesta et Montale) qui assuraient la défense de la capitale Saint-Marin.
Tours d'argent (blanches) sur champ d'azur (bleu ciel) sont à l'origine du drapeau qui arbore les couleurs héraldiques de la république : bandes horizontales blanches sur bleue.
La devise latine « Libertas » (« liberté ») fait honneur aux victimes des persécutions politiques à Saint Marin au début du siècle dernier.
Le blason est soutenu à senestre par une branche de laurier, pour la stabilité de la république, et par une branche de chêne à dextre, pour la défense de la liberté. Une couronne surplombe le tout, représentant la souveraineté du pays.